# Quận của tỉnh Essonne
3 quận của tỉnh Essonne gồm:
1. Quận Étampes, (quận lỵ: Étampes) với 6 tổng và 79 xã. Dân số của quận này là 116,331 người năm 1990, 125,148 người năm 1999, tăng trưởng dân số là 7.58%.
2. Quận Évry, (tỉnh lỵ của tỉnh Essonne: Évry) với 17 tổng và 52 xã. Dân số của quận này là 456,033 người năm 1990, và 471,435 người năm 1999, tăng trưởng dân số là 3.38%.
3. Quận Palaiseau, (quận lỵ: Palaiseau) với 19 tổng và 65 xã. Dân số của quận này là 512,460 người năm 1990, và 537,655 người năm 1999, tăng trưởng dân số là 4.92%.